# Traces of Sadness
Traces of Sadness é o segundo álbum da banda estoniana Vanilla Ninja. O álbum foi lançado em junho de 2004, conseguindo ficar na 3ª posição nas paradas alemãs. O álbum também teve bastante popularidade na Áustria e Suíça.

## Faixas
| Nº | Nome da Música                         | Tempo | Idioma |
| -- | -------------------------------------- | ----- | ------ |
| 1  | "Tough Enough"                         | 3:24  | Inglês |
| 2  | "Traces of Sadness"                    | 3:23  | Inglês |
| 3  | "Stay"                                 | 3:54  | Inglês |
| 4  | "When the Indians Cry"                 | 3:44  | Inglês |
| 5  | "Don't Go Too Fast"                    | 3:14  | Inglês |
| 6  | "Heartless"                            | 3:51  | Inglês |
| 7  | "Liar"                                 | 3:38  | Inglês |
| 8  | "Don't You Realize"                    | 3:52  | Inglês |
| 9  | "Wherever"                             | 3:26  | Inglês |
| 10 | "Metal Queen"                          | 3:27  | Inglês |
| 11 | "Looking For a Hero"                   | 3:55  | Inglês |
| 12 | "Destroyed By You"                     | 3:54  | Inglês |
| 13 | "Traces of Sadness" (versão estendida) | 5:56  | Inglês |
| 14 | "Heartless" (versão estendida)         | 7:38  | Inglês |

### Extras
- Tough Enough (Video)
- Don't Go Too Fast (Video)